# Maclear (Cap-Oriental)
Maclear (appelée aussi Nqanqarhu depuis février 2021) est une petite ville située dans la province du Cap-Oriental en Afrique du Sud. Elle est gérée par la municipalité d'Elundini.
Fondé en 1876 dans l'est de la colonie du Cap en tant que campement militaire et baptisé en l'honneur de Sir Thomas Maclear (1794-1879), un célèbre astronome de la colonie du Cap à l'origine d'une étude trigonométrique, Maclaer devient une municipalité en 1916.
Berlin est située  près de la rivière Mooi (un affluent de la rivière Tsitsa), à 172 km au nord de East London. 
Selon le recensement de 2011, la ville compte 8 559 habitants et est de langue maternelle isixhosa à 86%.